# Александр Стояногло
Александр Стояногло (рум. Alexandr Stoianoglo; нар. 3 червня 1967, Комрат, Молдавська РСР, СРСР) — молдовський політичний і державний діяч гагаузького походження.
Прокурор Гагаузії у 1995—2001 роках. Заступник Генерального прокурора Молдови у 2001—2007 роках. Депутат Парламенту Молдови VII—VIII скликань у 2009—2010 та 2010—2014 роках від фракції Демократичної партії Молдови (ДПМ). Віцеголова Парламенту Молдови (2009—2010), під час другого терміну повноважень — голова парламентської комісії з питань державної безпеки, оборони та громадського порядку. Генеральний прокурор Молдови з 29 листопада 2019 року до 5 жовтня 2021 року. Усунений з посади рішенням Вищої ради прокуратури на підставі ордера на арешт, виданого прокурором Антикорупційної прокуратури Віктором Фуртуне, і заарештований у будівлі Генеральної прокуратури Молдови співробітниками СІБ Республіки Молдова. Звільнений з посади Генерального прокурора 26 вересня 2023 року Указом Президента Молдови Маї Санду.
Як незалежний кандидат двічі балотувався на посаду башкана (голови) АТУ Гагаузія: 2006 року в першому турі набрав 6025 голосів (10,58 %), що виявилося недостатнім для участі у другому турі; 2015 року в першому турі набрав 3174 голоси (4,98 %), що знову не дозволило йому вийти у другий тур.
Кандидат на пост президента Республіки Молдова на виборах 2024 року від ПСРМ.

## Ранні роки
Народився 3 червня 1967 року в місті Комрат. У 1984—1985 роках навчався у комратському СПТУ-54. У 1987—1992 роках вивчав право в Державному університеті Молдови.

## Кар'єра
У 1992—1995 роках був стажистом, помічником прокурора, окружним прокурором, головним прокурором сектора, прокурором відділу загального нагляду, старшим прокурором відділу у прокуратурі Кишинева. У 1995—2001 роках був прокурором АТУ Гагаузія, а у 2001—2007 роках обіймав посаду заступника генерального прокурора Молдови.
2006 року балотувався самостійно на посаду башкана (голови) АТУ Гагаузія, і в першому турі набрав 6025 голосів (10,58 %), що виявилося замало для участі у другому турі.
У 2007—2009 роках працював юристом у приватній юридичній фірмі «Александр Стояногло» та був членом Спілки юристів Молдови. У 2009—2010 роках був депутатом Парламенту Молдови, віцеголовою Парламенту. У 2010—2014 роках — другий термін як заступника, водночас голови парламентської комісії з питань державної безпеки, оборони та громадського порядку. У 2009—2014 роках був членом та головою Постійної делегації Парламенту Молдови у Парламентській асамблеї СНД. У 2011—2014 роках очолював Групу дружби між Парламентом Республіки Молдова та Державною думою Російської Федерації.
З приводу плебісциту в Гагаузії 2014 року сказав, що «поважає рішення гагаузького народу», але не визнає його.
На парламентських виборах 30 листопада 2014 року не потрапив до списків ДПМ. У січні 2015 року залишив Демократичну партію Молдови, щоб самостійно балотуватися на посаду башкана Гагаузії.
2015 року знову балотувався самостійно на посаду башкана АТУ Гагаузія і в першому турі набрав 3174 голоси (4,98 %), що знову не дозволило йому вийти в другий тур виборів.

### Генеральний прокурор
28 листопада 2019 року виграв конкурс на посаду генерального прокурора. Спочатку конкурс організував уряд Маї Санду, проте, після проведеного міністерством юстиції Молдови аналізу виставлення оцінок комісією, з'ясувалося, що один з членів комісії виставляв диспропорційні оцінки кандидатам. На початку листопада міністр юстиції Олеся Стамате повідомила про підозри в об'єктивності комісії та, назвавши конкурс підтасованим, скасувала його результати. Уряд Маї Санду під свою відповідальність вирішив змінити процедуру призначення генпрокурора, проте парламент не підтримав ініціативу уряду та проголосував за вотум недовіри. 29 листопада 2019 року президент Ігор Додон підписав указ про призначення Стояногло на посаду Генерального прокурора.

## Скандали
Перший виток напруженості навколо генеральної прокуратури виник через рік після перемоги Маї Санду на президентських виборах восени 2020 року. Одразу після перемоги, 30 листопада 2020 року, Санду повідомила про намір провести зустріч з генеральним прокурором Стояногло після інавгурації. У цей же день, під час пресконференції, вона заявила:
«На жаль, після року я можу мало хорошого сказати про роботу генерального прокурора. Я хочу поговорити з ним одразу після інавгурації президента. Як я бачу, бракує продуктивності. Ми матимемо дуже серйозну розмову у Вищій раді безпеки».
26 грудня 2020 року відбулася зустріч між новообраним президентом та генеральним прокурором. Санду запросила у Стояногло інформацію про розслідування резонансних справ (крадіжка мільярда, ландромат й інші), і з якими перешкодами стикаються прокурори для їхнього завершення. Після зустрічі, на своїй сторінці у Facebook, президент відзначила:
«Люди чекають на справедливе вирішення цих справ; громадяни вимагають, щоб причетних до корумпованих схем покарали, а гроші повернули державі. Люди виправдано бажають бачити реальні результати роботи прокуратури. Для цього судді та прокурори мають бути чесними та хорошими професіоналами. Непідкупність суддів і прокурорів — гарантія їхньої незалежності».
5 січня 2021 року Стояногло виступив з заявою, де повідомив про тиск на прокуратуру. За словами генпрокурора, політики та їхні прихильники беруть на себе роль суддів діяльності прокурорів і щодня «кидають бруд в прокуратуру», підриваючи довіру до ухвалених відомством рішень. Як підкреслив глава Генпрокуратури, він хоче, щоб це звернення не сприймалося як конфронтація з новообраним президентом: «навпаки, прокуратура готова підтримати і внести свій внесок у реалізацію всіх висунутих новим президентом ініціатив, спрямованих на боротьбу з корупцією, злочинністю, а також на реформування сектора юстиції, але це повинно відбуватися в межах, встановлених Конституцією», — додав генпрокурор. Генпрокуратура передала своє звернення до Венеційської комісії, Міжнародної асоціації прокурорів, Консультативної ради європейських прокурорів Ради Європи, мережі генеральних прокурорів і керівників еквівалентних установ у вищих судових інстанціях держав-членів Європейського Союзу (NADAL), Європейського парламенту і всього дипломатичного корпусу, акредитованого в Молдові, щоб підкреслити політичний тиск і залякування, що виходять від політики, за допомогою якої намагаються підірвати незалежність прокурорів в інтересах політичного чинника.
Виступ Стояногло розкритикував депутат Парламенту від партії «Дія та солідарність» Серджіу Литвиненко, уточнивши, в чому полягає тиск на генпрокуратуру: «Сьогодні вранці я дивився брифінг з Генпрокуратури, в якому було багато слів, але насправді нічого не було сказано. Чий тиск? У чому проявляється цей тиск?»
Експрезидент Республіки Молдова, голова ПСРМ Ігор Додон в ефірі одного з телеканалів прокоментував тиск, який чиниться на Генеральну прокуратуру та її керівника з метою його відставки, а також нагадав і про попередні спроби тиск. На захист Стояногло виступав і колишній прокурор Кишиніва Іван Дьяков: «Нападкам президента Санду на генерального прокурора Александра Стояногло раді олігархи Влад Плахотнюк й Ілан Шор. У країні, яка вважає себе правовою, прокурор не повинен бути примушеним давати звіти».
Під час нової зустрічі між президентом і генпрокурором, що відбулася 15 березня 2021 року, Санду зазначила, що адміністрація президента готова допомогти прокуратурі та залучити іноземні ресурси для розслідування резонансних справ про корупцію та крадіжку мільярда. За словами президента, профільні європейські структури можуть допомогти молдавським правоохоронцям повернути вкрадені активи. Пізніше, у квітні 2021 року, указом президента Санду Стояногло позбавили державної охорони, зважаючи на те, що «немає жодних ризиків, які можуть поставити під загрозу його безпеку».

Після перемоги партії «Дія та солідарність» на парламентських виборах 2021 року та від'їзду скандального олігарха В'ячеслава Платона, виправданого раніше на вимогу Александра Стояногло у справі про відмивання грошей, шахрайства та корупцію, генпрокурор зіткнувся з ще більшою критикою. Президент країни, Мая Санду, в одному з телеефірів заявила, що не бачить результату роботи генпрокурора. З нею солідарний голова парламенту Молдови Ігор Гросу, який порівняв досягнення генпрокуратури щодо відсутності політично мотивованих справ із їздою водія, досягненням якого є припинення їзди на червоне світло. Сам Стояногло не розумів чому повинен піти у відставку, а в одному з ефірів безпідставно підняв свою національну приналежність:
«Я не розумію, чому я мушу піти у відставку. Може тому, що я — гагауз? Ця тема дуже поширена»
19 серпня 2021 року Стояногло звинуватив Санду в порушенні принципу поділу влади та втручання у роботу прокуратури. Генпрокурор порівняв правління Санду з режимом Плахотнюка, і звинуватив президента у вимаганні відкриття кримінальних справ проти представників опозиції.
Цього ж дня Санду відкинула звинувачення генпрокурора, назвавши їх «хибними та безвідповідальними». Президент підкреслила, що на засіданні Ради безпеки «не говорили про кримінальні справи проти опозиції, як дезінформує генпрокурор».

### Кримінальна справа
5 жовтня 2021 року усунений з посади рішенням Вищої ради прокуратури на підставі ордера на арешт, виданого прокурором Антикорупційної прокуратури Віктором Фуртуне, та заарештований у будівлі Генеральної прокуратури Молдови співробітниками СІБ Республіки Молдова.
Проти нього порушено кримінальну справу за звинуваченням у корупції. Перевірку роботи Стояногло розпочали на запит депутата від Партії «Дія та солідарність» Ліліана Карпа та міністра юстиції Молдови Серджіу Литвиненка. Серед іншого, генпрокурора звинуватили у тому, що 2012 року він, як депутат парламенту, запропонував поправку до закону «Про боротьбу з відмиванням грошей», яка 2014 року допомогла відмити через молдавську банківську систему (так званий Російський ландромат) мільярди доларів, під виглядом сплати боргів. Також його звинуватили у корупційних зв'язках з олігархом В'ячеславом Платоном, який влітку 2021 року втік із країни і зараз перебуває у розшуку. На думку обвинувачів, генеральна прокуратура незаконно скасувала звинувачення проти Платона, після чого його звільнили.
8 жовтня у столичному суді сектору Чекани розглядалося клопотання Антикорупційної прокуратури про арешт на 30 діб відстороненого генпрокурора Александра Стояногло. Віктор Фуртуне, прокурор Антикорупційної прокуратури, який ініціював арешт Стояногло, пояснив причини кримінальної справи. За його словами, Стояногло звинувачують у зловживанні службовим становищем — перевищенні службових повноважень, пасивній корупції, наданні брехливих заяв і сприянні організованій злочинній групі. Цього ж дня адвокат Стояногло повідомив, що йому перешкоджають у розмові наодинці зі своїм підзахисним. Фортуне пояснив відмову у наданні тет-а-тет бесіди з адвокатом впливом Стояногло на систему прокуратури та можливістю чинити тиск на перебіг слідства. З ранку, біля будівлі суду зібралися протестувальники, серед яких представники опозиції, депутати від Блоку комуністів та соціалістів Влад Батринча, Владимир Односталко та Константін Стариш. Увечері, 8 жовтня, суд частково затвердив клопотання прокуратури й ухвалив рішення помістити Стояногло під домашній арешт на 30 діб. Сам Стояногло, коментуючи рішення суду, назвав його неправильним, а справу, відкриту проти нього, політичною.
Усунення Стояногло стало формальним приводом для того, щоб опозиція заявила про «захоплення держінститутів» і покликала громадян на протест, щоб «захистити демократію та законність», принагідно звинувативши парламент, президента й уряд у необґрунтованому зростанні цін і політизації правосуддя. На мітингу ПСРМ (на чолі з Додоном) 10 жовтня у Кишиневі прозвучали вимоги відставки уряду, а також проведення дострокових парламентських та президентських виборів.

## Нагороди
- Ювілейна медаль «МПА СНД. 20 років» (11 квітня 2013 року, Міжпарламентська асамблея СНД) — за внесок у розвиток і вдосконалення правових засад функціонування Співдружності Незалежних Держав, модельного та національного законодавства держав — учасниць МПА СНД, а також у зміцнення міжнародних зв'язків та міжпарламентського співробітництва[41].
- Медаль «МПА СНД. 25 років» (27 березня 2017 року, Міжпарламентська асамблея СНД) — за заслуги у справі розвитку та зміцнення парламентаризму, за внесок у розвиток і вдосконалення правових засад функціонування Співдружності Незалежних Держав, зміцнення міжнародних зв'язків та міжпарламентського співробітництва[42].

## Сім'я
Одружений, має двох дітей. Володіє румунською, гагаузькою, російською та турецькою мовами.

## Виноски
1. ↑  «Ландромат» — найбільша операція щодо відмивання грошей у Східній Європі. Слідство вважає, що у 2013—2014 роках члени міжнародної злочинної спільноти під виглядом легальних операцій виводили із Росії кошти до Молдови. Після цього гроші списувалися за підробленими судовими рішеннями на користь молдавських компаній, і члени злочинної спільноти привласнювали собі кошти. Загалом йшлося про виведення 22 млрд доларів (або близько 700 млрд рублів) у 2011 – 2014 роках[32].